# Con el diablo en el cuerpo
Con el diablo en el cuerpo es una película argentina del género de comedia filmada en blanco y negro dirigida por Carlos Hugo Christensen sobre un guion de César Tiempo según la obra Ho perduto mio marito, de Giovanni Cenzato que se estrenó el 21 de mayo de 1947 y que tuvo como protagonistas a Susana Freyre, Juan Carlos Thorry, Amelita Vargas y Guillermo Battaglia.

## Sinopsis
La película es la historia en tono de comedia de las maniobras de una joven para atrapar a un médico reacio al matrimonio. Los exteriores de la película fueron filmados en la provincia de Córdoba.

## Reparto
- Susana Freyre
- Juan Carlos Thorry
- Tito Gómez
- Miguel Gómez Bao
- Diego Martínez
- Amelita Vargas
- Horacio Peterson
- Gloria Ferrandiz
- Ángel Walk
- Norma Giménez
- Agustín Orrequia
- Gonzalo Palomero
- Ignacio de Soroa
- Ernesto Villegas
- Ángel Boffa
- Max Citelli
- Guillermo Battaglia
- Susana Canales
- Aurelia Ferrer

## Comentarios
La crónica del diario Clarín dijo que la película era “un disparate cómico, agradable, ligero, muy para pasar el rato.
En 1937 se había filmado en Italia con dirección de Enrico Guazzoni una versión de la misma pieza teatral.